# David Azulay
David Azulay (Belém, 1953 – Visconde de Mauá, 10 de fevereiro de 2009) foi um estilista de moda brasileiro. De família marroquina com raízes sefarditas, Azulay, foi um dos pioneiros e principais divulgadores da moda praia do município do Rio de Janeiro, com destaque para o biquíni de lacinho. Criador do sungão e do sunkini, David era irmão de Simão Azulay, também do ramo da moda, falecido em 1988.

O estilista desenhou o primeiro biquíni no ano de 1972, para uma namorada. Fabricado de jeans, de dimensões pequenas, tornou-se muito popular nas praias cariocas. Depois, Rose di Primo, tornou-se garota propaganda da grife do estilista, espalhando a marca pelo litoral do país. Funda a Blue Man especializada em beachwear. A partir de 1979, estampas tropicais ganharam a Europa.